# Opeinde
Opeinde est un village situé dans la commune néerlandaise de Smallingerland, dans la province de la Frise. Son nom en frison est De Pein. Le 1er janvier 2008, le village comptait 1 710 habitants.